# Тагиров, Тагир Ахмедович
Тагир Ахмедович Тагиров (род. 7 февраля 1989, Махачкала) — российский самбист, бронзовый призёр чемпионата России по боевому самбо, мастер спорта России. Боец смешанных единоборств. Дебютный бой в смешанных единоборствах провёл 22 сентября 2013 года. В этом бою он победил техническим нокаутом Орола Кутубека из Киргизии. 2 марта 2023 года стал бронзовым призёром чемпионата России по самбо в Перми.

## Спортивные результаты

### Боевое самбо
- Чемпионат России по боевому самбо 2015 — ;
- Чемпионат Европы по самбо 2019 — ;
- Чемпионат России по самбо 2023 — ;

## Статистика боёв
| Результат | Рекорд | Соперник           | Способ                                 | Турнир                                                       | Дата                  | Раунд | Время | Место             | Примечание |
| --------- | ------ | ------------------ | -------------------------------------- | ------------------------------------------------------------ | --------------------- | ----- | ----- | ----------------- | ---------- |
| Поражение | 6-1    | Хусейн Халиев      | Решение большинства                    | WFCA 45 — Grozny Battle                                      | 24 февраля 2018 года  | 3     | 5:00  | Россия, Грозный   |            |
| Победа    | 6-0    | Султан Киялов      | Единогласное решение                   | FNG Fight Nights Global 74                                   | 29 сентября 2017 года | 3     | 5:00  | Россия, Москва    |            |
| Победа    | 5-0    | Абубакар Амиржанов | Единогласное решение                   | Astrakhan MMA Federation Battle on the Volga                 | 8 мая 2015 года       | 2     | 5:00  | Россия, Астрахань |            |
| Победа    | 4-0    | Артём Шокало       | Единогласное решение                   | Astrakhan MMA Federation Battle on the Volga                 | 8 мая 2015 года       | 2     | 5:00  | Россия, Астрахань |            |
| Победа    | 3-0    | Шамиль Газиев      | Сабмишном (удушение сзади)             | No. 1 Martial Arts Club Beginning of the Road: Finals        | 22 ноября 2013 года   | 1     | 2:34  | Россия, Москва    |            |
| Победа    | 2-0    | Салим Мухидинов    | Сабмишном (удушение сзади)             | No. 1 Martial Arts Club Beginning of the Road: Semifinals    | 27 октября 2013 года  | 2     | 3:16  | Россия, Москва    |            |
| Победа    | 1-0    | Орол Кутубек       | Техническим нокаутом (остановка углом) | No. 1 Martial Arts Club Beginning of the Road: Quarterfinals | 22 сентября 2013 года | 2     | 2:30  | Россия, Москва    |            |